# میرکو رایشل
میرکو رایشل (انگلیسی: Mirko Reichel؛ زادهٔ ۲ دسامبر ۱۹۷۰) بازیکن فوتبال اهل آلمان است.
از باشگاه‌هایی که در آن بازی کرده‌است می‌توان به باشگاه فوتبال گروتر فورث، باشگاه فوتبال ارتسگبیرگ آئو، و باشگاه فوتبال بوخوم اشاره کرد.